# Recalentador
Un recalentador es un dispositivo instalado en una caldera que recibe vapor súper calentado que ha sido parcialmente expandido a través de la turbina. La función del recalentador en la caldera es la de volver a súper calentar este vapor a una temperatura deseada.
En el ciclo de Rankine el recalentador se coloca en la salida del generador de vapor para aumentar aún más la temperatura del vapor antes de ser introducido a la turbina con el fin  de aumentar la eficiencia del ciclo, cierta cantidad de este vapor ya expandido en la turbina es utilizado en los calentadores de agua que pueden ser de tipo cerrado o abierto.  
- Datos: Q6102570